# Mary Jane Croft
Mary Jane Croft (15 de febrero de 1916 – 24 de agosto de 1999) fue una actriz estadounidense, conocida principalmente por sus papeles de Betty Ramsey en I Love Lucy, Mary Jane Lewis en The Lucy Show y Here's Lucy, y Clara Randolph en The Adventures of Ozzie and Harriet.

## Radio
Nacida en Muncie (Indiana), Croft trabajó extensamente como actriz radiofónica, participando en programas como The Adventures of Sam Spade, Suspense, The Beulah Show, The Bill Goodwin Show, Blondie, Broadway Is My Beat, Cathy and Elliott Lewis on Stage, Crime Classics, Four-Star Playhouse, Honest Harold, Joan Davis Time, The Mel Blanc Show, One Man's Family, Our Miss Brooks, Romance, Sears Radio Theater, The Story of Sandra Martin y Twelve Players. Además hizo frecuentes papeles como artista invitada en el show de Lucille Ball My Favorite Husband, en lo que fue el comienzo de una relación profesional y personal entre las dos actrices.

## Televisión
Antes de su trabajo con Lucille Ball, Croft había sido artista invitada de otros programas, incluyendo la serie de Howard Duff Dante, en el episodio de 1960 "The Misfortune Cookie". También trabajó regularmente en al menos otras dos series, The Adventures of Ozzie and Harriet (ABC), en el papel de Clara Randolph, y Our Miss Brooks (CBS), producción en la cual repetía su papel radiofónico de Miss Daisy Enright. Además dio voz a Cleo, una basset hound que aparecía en el show de Jackie Cooper para la NBC The People's Choice (1955–58).
Ya avanzada la serie original I Love Lucy, los principales personajes se mudaban a Connecticut. Allí Lucy Ricardo entablaba amistad con una nueva vecina, Betty Ramsey, interpretada por Croft. Su personaje involucraba a Lucy en una serie de aventuras diferentes a las que hasta entonces había vivido con Vivian Vance (en el papel de Ethel Mertz). Además, Croft fue la compañera de estudios de Lucy, Cynthia Harcourt, en "Lucy is Envious," y Evelyn Bigsby, una pasajera sentada al lado de Lucy, en "Return Home from Europe".
Cuando Vance dejó The Lucy Show tras la temporada 1964-1965, Croft pasó a dar vida a la nueva compañera de Lucy, Mary Jane Lewis. Croft había tenido previamente el papel recurrente de Audrey Simmons en las primeras temporadas del. El verdadero nombre legar de Croft en esa época era Mary Jane Lewis, dado que estaba casada con el actor y productor Elliott Lewis (que había producido originalmente The Lucy Show en sus dos primeras temporadas). Su único hijo, nacido de su primer matrimonio, murió en la Guerra de Vietnam en la época en que trabajaba con Ball.
El personaje de Lewis se mantuvo cuando The Lucy Show pasó a ser la tercera sitcom de Ball, Here's Lucy, siguiendo en los guiones hasta que Here's Lucy se canceló en 1974.

## Últimos años
Croft siguió actuando en televisión varios años después de finalizar Here's Lucy, e incluso se reunió con Ball en 1977 para hacer el especial Lucy Calls the President. Mary Jane Croft falleció en 1999, por causas naturales, en Century City (Los Ángeles), California. Sus restos fueron incinerados, y las cenizas esparcidas en el mar.

## Filmografía
| Cine       | Cine                              | Cine                                                 | Cine                   |
| Año        | Film                              | Papel                                                | Observaciones          |
| ---------- | --------------------------------- | ---------------------------------------------------- | ---------------------- |
| 1943       | In Old Oklahoma                   | Chica en salon de baile                              | Sin créditos           |
| 1958       | Kathy O'                          | Harriet Burton/Tía Harriet                           |                        |
| Televisión |                                   |                                                      |                        |
| Año        | Título                            | Papel                                                | Observaciones          |
| 1952       | I Married Joan                    | Helen                                                | Episodios desconocidos |
| 1953–1955  | Our Miss Brooks                   | Miss Daisy Enright                                   | 4 episodios            |
| 1957       | I Love Lucy                       | Betty Ramsey                                         | 6 episodios            |
| 1955–1958  | The People's Choice               | Cleo, la Basset Hound (voz)                          | todos los episodios    |
| 1956       | Dragnet                           |                                                      | 2 episodios            |
| 1956–1966  | The Adventures of Ozzie & Harriet | Clara Randolph                                       | 28 episodios           |
| 1958       | The Court of Last Resort          | Mrs. Craig                                           | 1 episodio             |
| 1960       | Dante                             | Alma Jenks                                           | 1 episodio             |
| 1962–1968  | The Lucy Show                     | Audrey Simmons (1962-'65)/Mary Jane Lewis (1965-'68) | 26 episodios           |
| 1966       | Vacation Playhouse                | Helen                                                | 1 episodio             |
| 1966       | The Two of Us                     | Helen                                                | Piloto televisivo      |
| 1969       | The Mothers-in-Law                | Carol Yates                                          | 1 episodio             |
| 1969–1974  | Here's Lucy                       | Mary Jane Lewis                                      |                        |
| 1977       | Lucy Calls the President          | Midge Bowser                                         | Especial televisivo    |